# Sudan del Sud ai Giochi della XXXI Olimpiade
Il Sudan del Sud ha partecipato ai Giochi della XXXI Olimpiade, che si sono svolti a Rio de Janeiro, in Brasile, dal 5 al 21 agosto 2016, con una delegazione di tre atleti, due uomini e una donna, tutti impegnati nell'atletica leggera. Portabandiera alla cerimonia di apertura è stato il maratoneta Guor Marial.
Si tratta della prima partecipazione ai Giochi olimpici per il Paese. Non sono state conquistate medaglie.

## Risultati

### Atletica leggera
| Atleta                     | Evento   | Batteria  | Batteria  | Semifinale      | Semifinale      | Finale          | Finale          |
| Atleta                     | Evento   | Risultato | Posizione | Risultato       | Posizione       | Risultato       | Posizione       |
| -------------------------- | -------- | --------- | --------- | --------------- | --------------- | --------------- | --------------- |
| Santino Kenyi              | 1.500 m  | 3'45"27   | 24º       | non qualificato | non qualificato | non qualificato | non qualificato |
| Guor Marial                | Maratona | N.D.      | N.D.      | N.D.            | N.D.            | 2h 22'45"       | 82°             |
| Margret Ramat Ramat Hassan | 200 m    | 26"99     | 71ª       | non qualificata | non qualificata | non qualificata | non qualificata |